# Длужанський Іван Давидович
д-р Іван Давидович Длужанський (7 серпня 1850, Снятин — квітень 1930, Краків) — український правник, громадський діяч, посол до австрійського Райхсрату.

## Службова кар'єра
Закінчив Львівську гімназію. В 1870—1874 рр. навчався у Віденському університеті. В 1877 р. у Відні здобув звання доктора права. У 1874 р. — адвокат-стажер у Віденському крайовому суді, серпень—грудень 1877 р. — у Віденському господарчому суді, у 1875 р. — аускультант повітового суду Іннере-штадт (Відень), з 1879 р. працював ад'юнктом повітового суду Оттеншляґ, з 1882 р. — у повітовому суді Оттакринг. З 1886 р. — ад'юнкт, 1893 р. — секретар ради, 1897 р. — крайовий суддя комерційного суду Відня. У 1907 р. вийшов на пенсію. В 1924 р. переїхав до Кракова.

## Політична кар'єра
Посол Райхсрату Австро-Угорщини у 1901—1907 роках від 23 округу (громади Коломия, Печеніжин, Гвіздець, Косів, Кути, Жаб'є, Снятин, Заболотів). В австрійському парламенті він спочатку належав до Слов'янського центру, з червня 1902 р. був поза фракційним, потім вступив до Слов'янського союзу, але з березня 1906 р. знову був позафракційним.

## Сім'я
Народився 7 серпня 1850 у Снятині в сім'ї греко-католицького священика Давида Длужанського — місцевого пароха. Сім'ї не створив.